# ソニー・キング
ソニー・キング（Sonny King、本名：Lawrence "Larry" Johnson、1945年 - 2024年8月31日）は、アメリカ合衆国のプロレスラー。ルイジアナ州ニューオーリンズ出身のアフリカ系アメリカ人。生誕地はノースカロライナ州ともされる。
第4代WWWF世界タッグ王者。リングネームは、プロボクシング元世界ヘビー級王者のソニー・リストンにあやかって付けられた。

## 来歴
プロボクサーとして活動後、アーニー・ラッドとの親交を通してプロレスラーに転向、ザ・シークの牛耳っていたNWAデトロイト地区でデビューする。ベビーフェイスの黒人選手として、ボボ・ブラジルのパートナーにも起用された。1970年2月には日本プロレスに初来日、2月14日に東京の世田谷区体育館にてジャイアント馬場とシングルマッチで対戦している。
1971年よりWWWF（現：WWE）に参戦。翌1972年5月22日、ニューヨークのマディソン・スクエア・ガーデンにてチーフ・ジェイ・ストロンボーと組み、キング・カーティス・イヤウケア&バロン・ミケル・シクルナからWWWF世界タッグ王座を奪取する。1カ月後の6月27日にプロフェッサー・タナカ&ミスター・フジに敗れて短命王者に終わったものの、WWE初の黒人チャンピオンとしてその名を残すこととなった。WWWFには1973年まで出場して、ラッド、フレッド・ブラッシー、スタン・スタージャック、ジミー・バリアント、レイ・スティーブンス、ムーンドッグ・メインとも対戦した。
1974年からはNWAのミッドアトランティック・チャンピオンシップ・レスリングを主戦場に、ジョニー・バレンタイン、イワン・コロフ、スーパー・デストロイヤー、チャック・オコーナー、リック・フレアーらと対戦。バレンタインとは反則裁定なしのノーDQマッチやボクシング・マッチなどでも抗争を展開した。その後はアラバマのガルフ・コースト地区に進出して、1977年3月11日にリップ・タイラーを破りNWAアラバマ・ヘビー級王座を獲得した。
1977年8月には、スタン・ハンセン、ブラックジャック・マリガン、ロディ・パイパー、ザ・ハングマン、ペッツ・ワトレーらと共に新日本プロレスの『闘魂シリーズ』に来日。8月30日の埼玉県三郷市大会ではハンセンのパートナーとなり、メインイベントのタッグマッチでアントニオ猪木&星野勘太郎と対戦した。
1978年よりヒールに転向して、エディ・グラハムが主宰していたチャンピオンシップ・レスリング・フロム・フロリダにてロッキー・ジョンソンと黒人同士の抗争を開始。1979年2月にはキラー・カール・コックスからフロリダ版のNWAブラスナックル王座を奪取している。また、ラッド、イヤウケア、オックス・ベーカー、パク・ソン、キラー・カーンなどヒール勢のマネージャーも担当し、フロリダのエースだったダスティ・ローデスとの流血戦を指揮した。
その後は1980年代初頭までテネシー州メンフィスのCWAに定着。フロリダ時代と同様にマネージャー兼任でジョー・ルダックやロン・バスをコントロールする一方、自身もジェリー・ローラーやバリアント、ポール・エラリング、ココ・ウェア、ビル・ダンディーらと抗争を展開。1979年8月はテリー "ザ・ハルク" ボールダーこと後のハルク・ホーガンとシングルマッチの連戦を行い、11月19日にはメンフィスのミッドサウス・コロシアムにてニック・ボックウィンクルのAWA世界ヘビー級王座に挑戦した。一時ベビーフェイスに戻り、後にロックンロール・エクスプレスで活躍するリック・モートンとザ・スケアクロウズ（The Scarecrows）なるタッグチームを結成、ファビュラス・フリーバーズ（マイケル・ヘイズ&テリー・ゴディ）やブロンド・ボンバーズ（ラリー・レイザム&ウェイン・ファリス）とタイトルを争った。
CWAを離れた後は、古巣のミッドアトランティックやアラバマ、ジム・バーネットのジョージア・チャンピオンシップ・レスリング、ビル・ワットのMSWAなどで活動し、1985年に引退。リタイア後はサウス・フロリダにて中古車の部品販売業者に転じた。
2024年8月31日、79歳で死去。

## 獲得タイトル
ワールド・ワイド・レスリング・フェデレーション
- WWWF世界タッグ王座：1回（w / チーフ・ジェイ・ストロンボー）[7]

ガルフ・コースト・チャンピオンシップ・レスリング
- NWAガルフ・コースト・タッグ王座：1回（w / エディ・サリバン）[23]
- NWAアラバマ・ヘビー級王座：1回[13]

チャンピオンシップ・レスリング・フロム・フロリダ
- NWAフロリダ・ブラスナックル王座：1回[17]

コンチネンタル・レスリング・アソシエーション
- AWA南部タッグ王座：2回（w / リック・モートン、フランク・モレル）[22]

## マネージャー担当選手
- アーニー・ラッド
- キング・イヤウケア
- オックス・ベーカー
- エリック・ザ・レッド
- ミスター・ウガンダ
- パク・ソン
- キラー・カーン
- ソー・ザ・バイキング
- ドン・ムラコ
- ジョー・ルダック
- ジョン・ルイ
- ロン・バス
- リック・モートン
- ガイ・ミッチェル
- ワイルド・サモアンズ
- アイアン・シーク
- マーティー・ルンディ
- ブリックハウス・ブラウン